# سكوت ميرفي
سكوت ميرفي (بالإنجليزية: Scott Murphy)‏ هو شخصية أعمال وسياسي أمريكي، ولد في 26 يناير 1970 في كولومبيا في الولايات المتحدة. حزبياً، نشط في الحزب الديمقراطي. في انتخابات مجلس النواب الأمريكي 2008 ‏، انتخب عضو مجلس النواب الأمريكي عن دائرة New York's 20th congressional district ‏ وقد انضم خلال فترته النيابية ‏ (29 أبريل 2009 – 3 يناير 2011) للكتلة البرلمانية الحزب الديمقراطي وانتخب عضو مجلس النواب الأمريكي.

## وصلات خارجية
- الموقع الرسمي